# اتحادیه فوتبال بحرین
اتحادیه فوتبال بحرین (به عربی: الاتحاد البحرینی لكرة القدم) نهاد اداره‌کنندهٔ فوتبال در بحرین است. این نهاد در سال ۱۹۵۷ پایه‌گذاری شده و اکنون عضو کنفدراسیون فوتبال آسیا است. در حال حاضر ریاست این نهاد بر عهدهٔ علی بن خلیفه آل خلیفه می‌باشد.